# Álvaro Negredo
Álvaro Negredo Sánchez (Madrid, 20 de agosto de 1985) es un exfutbolista español que jugaba como delantero y su último equipo fue el Real Valladolid C. F.
Fue internacional en 21 ocasiones con la selección de España, donde anotó 10 goles y formó parte del equipo campeón en la Eurocopa 2012. Logró el Trofeo Zarra al máximo goleador español de la Primera División de España en 2011 y 2013.

## Trayectoria

### Inicios
Negredo empezó a jugar al fútbol en Vallecas, en los equipos de fútbol sala del colegio salesiano Ciudad de los Muchachos y pronto ingresó en las categorías inferiores del Rayo Vallecano. Aunque antes de eso estuvo en la A.F.E. En 2004 fue ascendido al primer equipo y disputó la Segunda División B, categoría que disputaba el club vallecano en aquel momento.
En verano de 2005 fue fichado por el Real Madrid C. F. para incorporarlo a su filial Real Madrid Castilla, de la Segunda división. Su debut con la camiseta del filial madridista fue en la final del Trofeo Teide, que acabó con victoria por 2-1. En su primera temporada no disputó muchos partidos, debido a que Roberto Soldado, era el delantero centro titular, pero con las constantes convocatorias del valenciano al primer equipo se comenzó a hacer un hueco en el once titular.
En la temporada 2006-07, Álvaro Negredo fue un fijo en el once del Castilla y tuvo un torneo destacado, pese a que su equipo descendió a la Segunda B, al convertirse en uno de los goleadores de la competición y el máximo artillero del Castilla con 18 tantos. Su desempeño llamó la atención del italiano Fabio Capello, entrenador del primer equipo, que lo convocó para algunos partidos de Copa del Rey.

### U. D. Almería
En julio de 2007 fue contratado por el U. D. Almería de Primera división, guardándose el Madrid una opción de recompra máximo en dos años. El 26 de agosto de 2007 debutó en Primera División en la victoria ante el Deportivo de La Coruña por 3-0, marcando el primer gol de la temporada para el conjunto rojiblanco. El 2 de febrero de 2008 hizo uno de los dos goles con los que su equipo venció a su exequipo Real Madrid, el líder de la competición en ese momento. El 19 de abril le marcó en dos ocasiones al Sevilla F. C. en la victoria de los rojiblancos, 1-4 en su visita al Sánchez Pizjuán. En su primera temporada logró marcar 13 goles, dejando a los almerienses en la octava posición.
Ya en su segunda temporada, en febrero de 2008 le marcó un par de goles al Valencia C. F. a pesar de la derrota de su equipo por 3-2 en su visita a Mestalla. Para el 19 de abril volvió a marcar un doblete frente al Osasuna, cuando vencen al cuadro rojillo por 2-1. En su segunda campaña concluyó como uno de los máximos anotadores de la liga con 19 tantos, aunque su club tuvo un retroceso al acabar en la posición 11.

### Sevilla F. C.
Al finalizar su segunda temporada en el Almería, con 24 años, el Real Madrid ejerció la opción de recompra que guardaba por un estimado de 5 millones de euros, y el 20 de agosto de 2009 el Sevilla Fútbol Club, bajo la dirección deportiva de Monchi, llegó a un acuerdo con el Real Madrid para fichar al delantero a cambio de 15 millones de euros con un contrato de cinco temporadas, el fichaje más caro de la historia sevillista hasta ese momento.

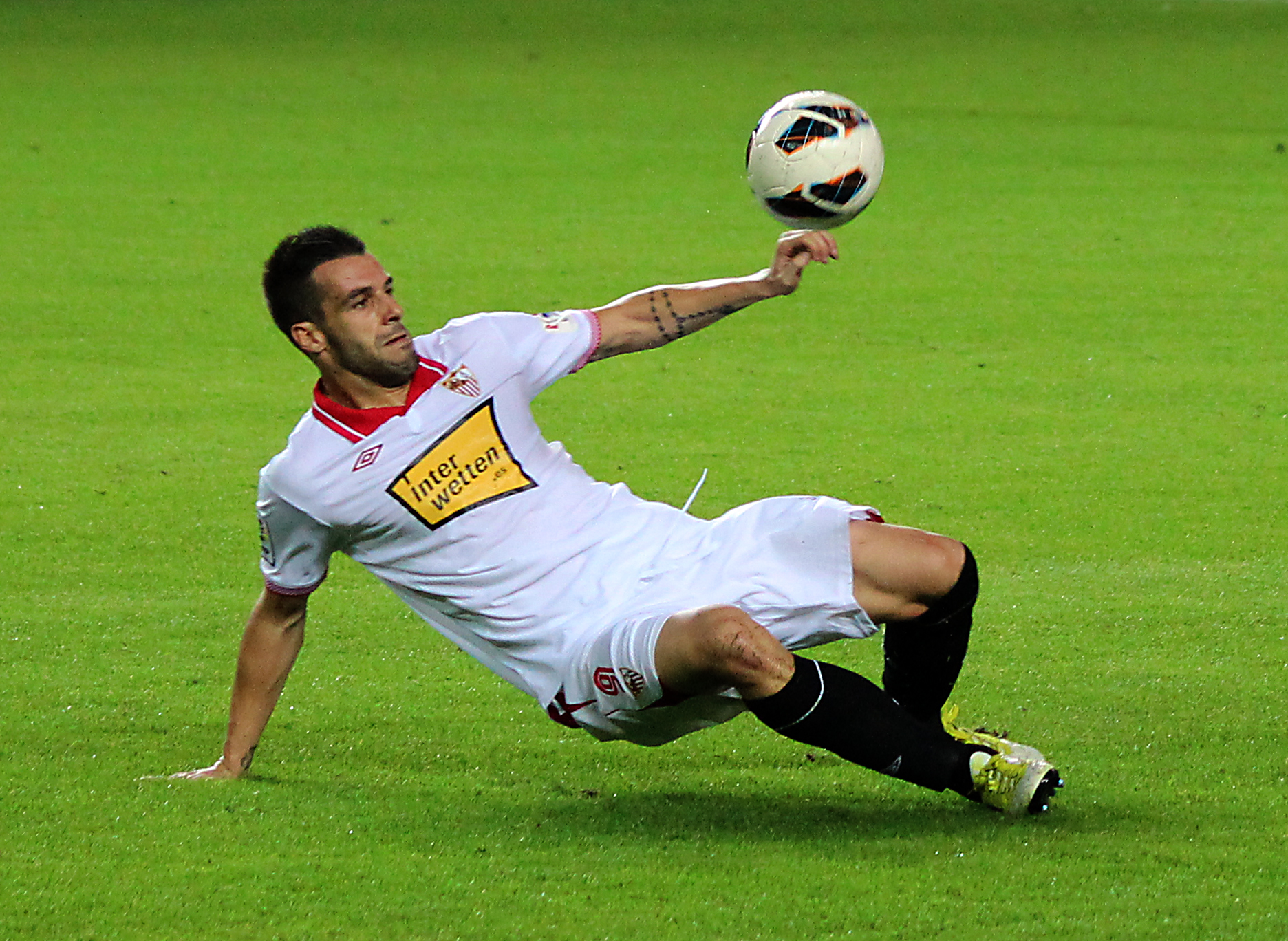
Negredo en un partido con el Sevilla

Hizo su debut como sevillista con el técnico Manolo Jiménez en la 1.ª jornada de la liga 2009-10, el 30 de agosto de 2009 en Mestalla contra el Valencia entrando desde el banquillo, pero ya la siguiente jornada fue un fijo en el once titular. Debutó en Liga de Campeones el 16 de septiembre en el Sánchez Pizjuán contra el Unirea Urziceni rumano. El 19 de septiembre, en la 3.ª jornada de liga ya logró su primer gol con el equipo, en la victoria 0-2 en El Sadar frente a Osasuna. En el mes de octubre le llegó su debut con la selección española y ya en su segundo encuentro logró marcar dos goles contra Bosnia el 14 de octubre. En cambio su primer gol en Champions tuvo que esperar hasta la ida de los octavos de final frente al CSKA de Moscú en el Luzhniki. Terminó la temporada con 11 goles en 36 partidos de liga y el equipo clasificado en 4.ª posición, un gol en Liga de Campeones y 2 en la Copa del Rey, el primero de ellos en el Camp Nou sellando la victoria 1-2 frente al F. C. Barcelona en la ida de los octavos de final, y el segundo en la ida de los cuartos frente al Deportivo. El 19 de mayo de 2010 consiguió el primer título de su carrera al conquistar la Copa del Rey ganando en la final al Atlético de Madrid en el Camp Nou.
La siguiente temporada 2010-11 es la de su consagración definitiva, ganando el Trofeo Zarra al máximo goleador español durante la liga con 20 goles, que se suman a sus 5 goles en Copa y 1 gol en la Liga Europa, competición que disputó el Sevilla al no superar la fase previa de la Champions League. Se alcanzaron las semifinales en la Copa del Rey, y el equipo terminó 5.º en Liga.
La campaña 2011-12 fue más discreta y el equipo terminó el 9.º clasificado, pero mantuvo su ritmo goleador logrando 14 goles en 30 partidos. Tras esta temporada volvió a la selección española disputando un amistoso en junio contra Estados Unidos (marcando un gol) y otro en septiembre contra Chile. Volvió a marcar con la selección ese mismo mes contra Liechtenstein, dos goles. Al terminar la temporada fue convocado por Vicente del Bosque para disputar la Eurocopa 2012, que finalmente ganó la selección y Negredo participó en la semifinal frente a Portugal.
La temporada 2012-13 resultó decepcionante a nivel de equipo pero fue la mejor a nivel individual para Álvaro Negredo. En plena madurez como futbolista se convirtió en capitán de la plantilla, y volvió a conquistar por segunda vez el Trofeo Zarra, esta vez con la cifra de 25 goles, a los que habría que sumar los 6 conseguidos en Copa, competición en la que se alcanzaron las semifinales. En liga el equipo terminó de nuevo en un 9.º puesto pero que clasificaba al Sevilla para la Liga Europa al sancionar la UEFA a Málaga y Rayo que habían quedado por delante. Esta clasificación no se confirmó hasta la última jornada, el 1 de junio de 2013, día en el que Álvaro Negredo se despedía del Sánchez Pizjuán marcando los 4 goles de la victoria 4-3 frente a un Valencia que también necesitaba la victoria para entrar en la Champions League.
Se despedía del Sevilla con 85 goles marcados en 180 partidos, con 27 asistencias, el séptimo máximo goleador de la historia del club y habiendo ganado una Copa del Rey.

### Manchester City

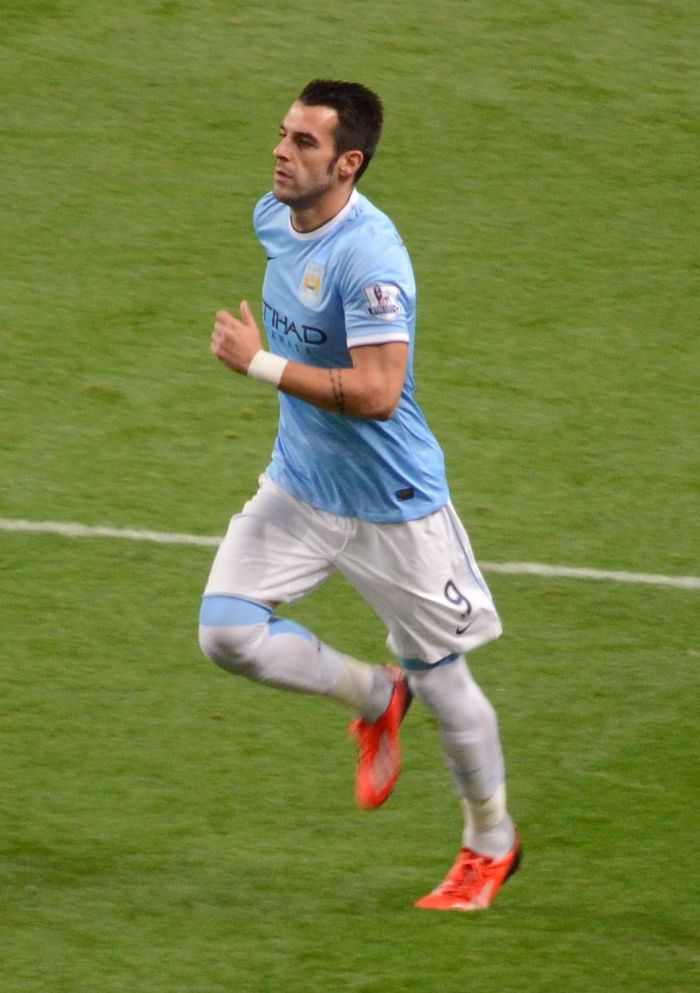
Negredo en un partido con el Manchester City frente al Newcastle en 2013

El 17 de julio de 2013 se confirmó su traspaso al Manchester City Football Club por 25 millones de euros, poniéndose así, a las órdenes del técnico chileno Manuel Pellegrini.
Su primer gol en la Premier League fue el 25 de agosto en la 2.ª jornada cayendo por 3 a 2 visitando al Cardiff City. Volvió a anotar en la siguiente jornada contra el Hull City, otra vez de cabeza, en el Etihad Stadium, siendo el primero de la victoria 2 a 0.
Posteriormente, tras tener unos minutos en el primer partido de la fase grupos de la Liga de Campeones, en el segundo encuentro marcó un gol en la derrota 1-3 frente al Bayern de Múnich, vigente campeón de Europa. Se convierte en un fijo en el once titular de Manuel Pellegrini, y disfruta de minutos en todos los partidos de la fase de grupos de la Champions, en la que logra anotar un total de 5 goles, tres de ellos en un hat-trick en la goleada 5-2 frente al CSKA Moscú, y el club logra por primera vez en su historia la clasificación para los octavos de final. Estas actuaciones le hicieron merecedor del premio al jugador del mes de noviembre, entregado por la afición del equipo.
Se ganó además el apodo de "La Bestia del Etihad" al conseguir un récord individual anotando de manera consecutiva 16 goles en 11 partidos oficiales jugando como local entre el 2 de octubre y el 15 de enero. Terminó la primera vuelta el campeonato con ocho goles anotados en liga, y arrancó enero marcando tres goles en la FA Cup en la eliminatoria frente al Blackburn Rovers.
En la Copa de la Liga anotó 6 goles, el primero de ellos muy decisivo al conseguirlo en la prórroga de la eliminatoria de octavos de final a partido único frente al Newcastle evitando así la tanda de penaltis. Sus cinco siguientes goles en esta competición fueron en la decisiva semifinal en la que se goleó al West Ham, consiguiendo su segundo triplete con los citizens en el partido de ida, y en el de vuelta sufrió una lesión en un hombro que lo privó de disfrutar muchos minutos durante el resto de la temporada y anotó ese día, 21 de enero, sus dos últimos goles de la temporada. Posteriormente el Manchester City se proclamó campeón al vencer en la final del 2 de marzo de 2014 al Sunderland, sin la participación de Negredo salvo en los minutos finales, pero supuso el primer título del jugador en Inglaterra.
El 11 de mayo, en la última jornada, el equipo venció 2-0 al West Ham, participando Negredo solo en los minutos finales, y se proclamó campeón de la Premier League 2013-14. En total anotó 23 goles y dio 8 asistencias durante toda la temporada con el City, participando en 49 partidos.
El 18 de julio de 2014, en la pretemporada con el City, fue una fecha fatídica en su carrera al sufrir en un partido amistoso contra el Hearts escocés una grave lesión que le obligó a retirarse antes del descanso. Fue una rotura en el quinto metatarsiano que tenía una complicada recuperación y se le diagnosticó una baja indefinida de "varios meses". Esta lesión, unida a la sanción que impuso la UEFA al club de no poder inscribir más de 21 futbolistas por incumplir el Fair Play Financiero, hicieron que Negredo fuese uno de los principales candidatos de Pellegrini para dejar el equipo.

### Valencia C. F.
El 1 de septiembre de 2014, minutos antes del cierre del mercado de fichajes, se anunció su cesión al Valencia Club de Fútbol por una temporada con una opción de compra obligatoria de cerca de 30 millones de euros. El club de Mestalla necesitaba un delantero de referencia para el proyecto del millonario Peter Lim, y el director deportivo Rufete pensó en Negredo a pesar de su lesión en el quinto metatarsiano del pie. La afición acogió con gran entusiasmo al delantero, tanto que su presentación se convirtió en la más multitudinaria de la historia del club con más de 14 000 personas en el estadio de Mestalla.

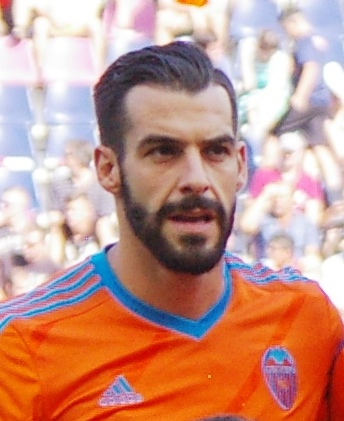
Álvaro Negredo en el Valencia

Por su lesión no pudo debutar en la Liga 2014-15 hasta la 9.ª jornada, el 25 de octubre de 2014, disputando los últimos siete minutos del encuentro contra el Elche, ante la ovación del público. El técnico portugués Nuno le fue dando minutos en los siguientes partidos, hasta que disputó los 90' en la derrota frente al Levante, en el que dio su primera asistencia de gol en una gran combinación con Parejo. Su primer gol como valencianista llegó en la 14.ª jornada, el 7 de diciembre, en el Nuevo Los Cármenes frente al Granada. Se sucedían los partidos pero sus goles no llegaban, se evidenciaba su falta de ritmo al no haber hecho una pretemporada. En términos goleadores le llevaban ventaja Parejo y Alcácer y el equipo se mantenía en la lucha por los puestos de Champions League. Su segundo gol llegó en la decepcionante Copa del Rey en la que el valencianismo tenía puestas muchas esperanzas. Fue el 7 de enero de penalti en la ida de octavos de final contra el Espanyol, que finalmente terminó eliminando al Valencia en la vuelta. El siguiente gol fue decisivo y en los minutos finales contra su exequipo, el Almería, logrando el 3-2 en la 19.ª jornada. Volvió a marcar de penalti en la 23.ª jornada, disparando con total seguridad, en la victoria 1-0 contra el Getafe, y tras otra sequía goleadora logró anotar en la 31.ª jornada frente al Levante en Mestalla que ni siquiera celebró por lo decepcionado que estaba con su bajo rendimiento. En la 33.ª jornada logró su último gol de la temporada en la goleada 4-0 frente al Granada. El equipo terminó en un disputadísimo cuarto puesto clasificado para disputar la fase previa de la Champions League.
Arrancó la pretemporada 2015-16 con Nuno con unas sensaciones muy malas, con el equipo jugando mal y sin conseguir buenos resultados. Sin embargo el momento más vital del año llegaba en la eliminatoria de fase previa de la Liga de Campeones frente a un rival de entidad como el Mónaco. No fue titular en la ida, pero en la vuelta salió desde el inicio y logró un gol de vaselina a los 4' que encarrilaba la clasificación del equipo, que finalmente se produjo. Contra todo pronóstico empezó la temporada siendo titular para Nuno por delante de Paco Alcácer en 7 de los 9 primeros partidos oficiales del equipo, en los cuales logró marcar solo un gol en la 2.ª jornada frente al Deportivo en Mestalla.
En una entrevista publicada el 15 de octubre declaró que el juego del equipo había cambiado respecto a la campaña anterior y que ahora él jugaba más lejos del área contraria, hecho que fue motivo suficiente para que Nuno Espírito Santo no lo volviera a incluir en ninguna convocatoria, ni siquiera tras una grave lesión de Rodrigo. El equipo encadenaba ridículos en Liga y Champions y el técnico seguía sin convocarle. La situación fue tan esperpéntica que el público de Mestalla cantó su nombre pidiendo a Nuno que, viendo las grandes dificultades del equipo para marcar goles, al menos contara con el delantero vallecano. Otra muestra más fue que, jugándose la vida el equipo en Rusia ante el Zenit, el técnico portugués lo convocó para viajar pero una vez allí lo descartó y puso en su lugar al juvenil Rafa Mir en el once titular.
La destitución de Nuno supuso un alivio para Negredo, y volvió a participar en el equipo, concretamente unos minutos el 9 de diciembre en el último partido de la fase de grupos de la Champions contra el Olympique de Lyon, partido de debut del técnico Gary Neville. Con el nuevo técnico volvió a tener minutos e incluso la titularidad en varios encuentros pero seguía desaprovechando ocasiones de gol que cada vez desesperaban más a un público que no olvidaba que era el futbolista con la ficha más alta de la plantilla. El resto de la temporada anotó 4 goles en Liga, 5 en Copa y 1 en la Europa League. Un cambio en la capitanía del equipo le hizo capitán, por su veteranía y carácter, durante siete encuentros.
Con la llegada del técnico Pako Ayestaran su participación pasó a ser de nuevo mínima, entrando solo en los minutos finales en busca de algún gol. Suyo fue el importantísimo gol en la victoria 2-1 el 10 de abril en la 32.ª jornada contra el Sevilla en Mestalla. Era vital ganar ese encuentro para alejarse de los puestos de descenso, y Negredo saliendo desde el banquillo logró marcar el gol de la victoria en un barullo dentro del área justo en la última jugada del partido. Fue su último gol como valencianista, y la peor temporada de su carrera con 12 goles oficiales en 40 partidos.
El coste económico de Negredo para el club, acompañado de su bajo rendimiento y la necesidad del club de reducir el coste de la plantilla al no lograr la clasificación para ninguna competición europea, hicieron que el director deportivo Jesús García Pitarch buscara alguna salida al jugador, y llegó en forma de cesión.

### Middlesbrough F. C.
El 20 de julio de 2016 se hizo oficial su cesión por una temporada con opción de compra al Middlesbrough FC del técnico Aitor Karanka, club recién ascendido a la Premier League y que se hacía cargo de la ficha total del delantero durante toda la temporada. Compartiría equipo además con el lateral diestro Antonio Barragán que fue traspasado también al club inglés pocos días antes. En su primer partido amistoso logró anotar su primer gol.
El 31 de enero de 2017 anotó su primer gol del año dándole la victoria a su club por la mínima frente al West Bromwich.

### Real Valladolid C. F.
El 1 de febrero de 2024 rescindió contrato con el Cádiz C. F., convirtiéndose en agente libre, por lo que podía fichar fuera del mercado invernal. Siete días después fichó por el Real Valladolid C. F., entonces en la Segunda División, hasta final de temporada. Con los pucelanos disputó doce partidos en los que marcó un solo gol y se marchó habiendo conseguido el ascenso a Primera División.
El 6 de marzo de 2025, tras varios meses sin equipo y haciendo las prácticas de entrenador en el Sevilla F. C. "C", anunció su retirada.

## Selección nacional

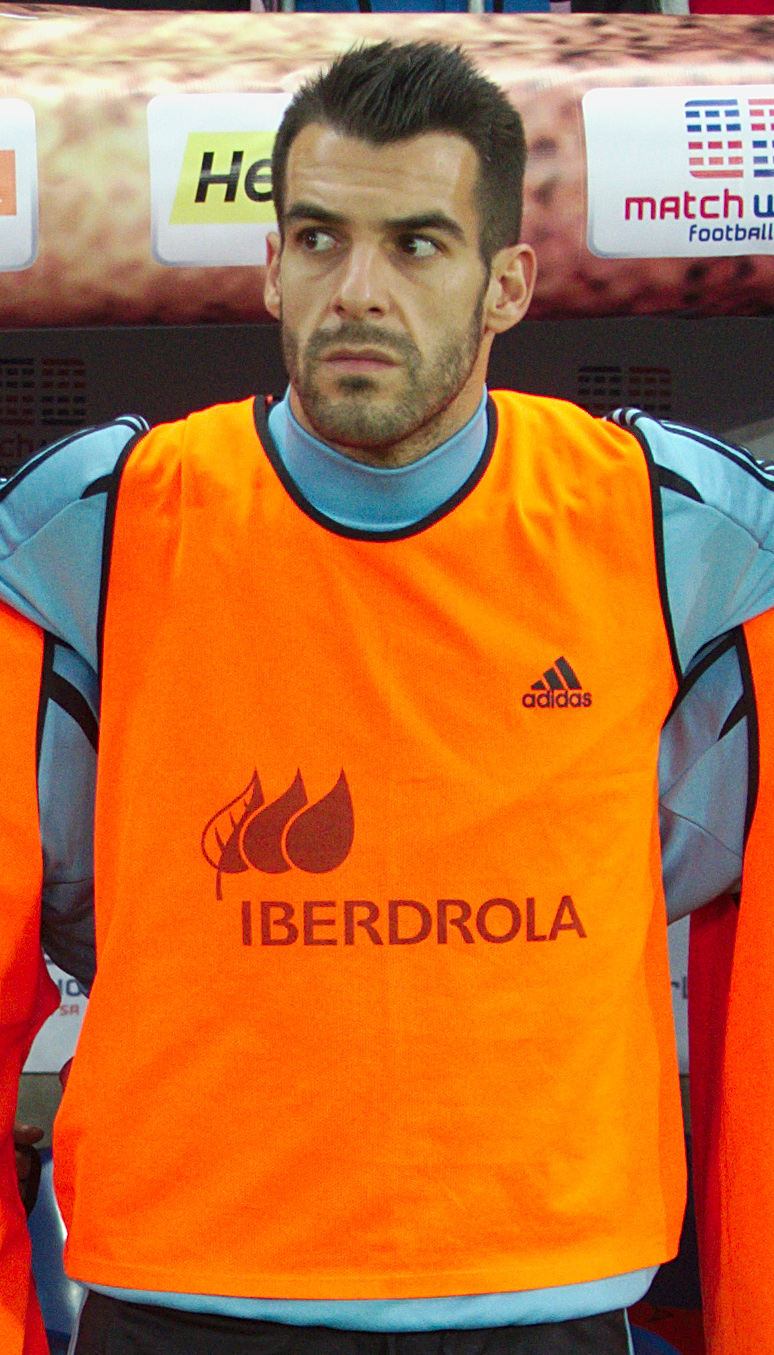
Negredo, con la en 2013 frente a

El 6 de octubre de 2009 Negredo fue convocado por primera vez por Vicente del Bosque a la selección de fútbol de España para disputar los partidos de clasificación a la Copa Mundial de Fútbol de 2010 contra Armenia y Bosnia y Herzegovina. En el partido contra Armenia, Negredo hizo su debut al entrar de cambio en el segundo tiempo por Fernando Torres, en ese partido España ganó por 2-1. En el siguiente partido contra Bosnia y Herzegovina, Negredo anotó sus primeros dos goles con la selección y España se impuso con un marcador de 5-2.
El 20 de mayo de 2010, pese a ser preseleccionado para el Mundial de Sudáfrica 2010, Del Bosque decide dejarlo fuera de la lista definitiva para el torneo.
El 4 de junio de 2011, en un amistoso frente al combinado de Estados Unidos, Álvaro logró marcar su tercer tanto con España. En este partido, España se impone por 4-0 a la selección estadounidense.
El 6 de septiembre de ese mismo año, Negredo consiguió un nuevo doblete con España en la victoria frente a la selección de Liechtenstein por 6-0. Con esta victoria España logró clasificarse para la Eurocopa 2012.
El 27 de mayo de 2012, Negredo entra en la lista definitiva de los 23 jugadores de Vicente Del Bosque que disputarán la Eurocopa de Polonia y Ucrania donde jugaría tres partidos, dos como suplente y uno como titular, este último sería el partido de semifinales ante Portugal. Esta Eurocopa significaría el primer título de Negredo con el conjunto nacional. Cuajó buenas actuaciones en los 62 minutos que disputó en el campeonato pero no fue convocado por el seleccionador español para disputar los partidos clasificatorios a la Mundial de Brasil 2014 ante Georgia, Bielorrusia y Francia.

### Participaciones en Eurocopas
| Eurocopa      | Sede              | Resultado |
| ------------- | ----------------- | --------- |
| Eurocopa 2012 | Polonia y Ucrania | Campeón   |

### Goles como internacional
| 1.  | 14 de octubre de 2009   | Estadio Bilino Polje, Zenica, Bosnia y Herzegovina, | Bosnia y Herzegovina | 0–1 | 2-5 | Clasif. Mundial 2010  |
| 2.  | 14 de octubre de 2009   | Estadio Bilino Polje, Zenica, Bosnia y Herzegovina, | Bosnia y Herzegovina | 0–4 | 2-5 | Clasif. Mundial 2010  |
| 3.  | 4 de junio de 2011      | Gillette Stadium, Foxboro, Estados Unidos           | Estados Unidos       | 0–1 | 0–4 | Amistoso              |
| 4.  | 6 de septiembre de 2011 | Estadio Las Gaunas, Logroño, España                 | Liechtenstein        | 1–0 | 6–0 | Clasif. Eurocopa 2012 |
| 5.  | 6 de septiembre de 2011 | Estadio Las Gaunas, Logroño, España                 | Liechtenstein        | 2–0 | 6–0 | Clasif. Eurocopa 2012 |
| 6.  | 30 de mayo de 2012      | Stade de Suisse, Berna, Suiza                       | Corea del Sur        | 4–1 | 4–1 | Amistoso              |
| 7.  | 14 de agosto de 2013    | Monumental, Guayaquil, Ecuador                      | Ecuador              | 0–1 | 0–2 | Amistoso              |
| 8.  | 6 de septiembre de 2013 | Olímpico, Helsinki, Finlandia                       | Finlandia            | 0–2 | 0–2 | Clasif. Mundial 2014  |
| 9.  | 11 de octubre de 2013   | Iberostar Estadio, Palma de Mallorca, España        | Bielorrusia          | 2–0 | 2–1 | Clasif. Mundial 2014  |
| 10. | 15 de octubre de 2013   | Estadio Carlos Belmonte, Albacete, España           | Georgia              | 1–0 | 2–0 | Clasif. Mundial 2014  |

## Estadísticas

### Clubes
Actualizado al último partido jugado en su carrera.
| Club                                   | Div.          | Temporada     | Liga  | Liga  | Copas nacionales | Copas nacionales | Copas internacionales | Copas internacionales | Total | Total | Media goleadora |
| Club                                   | Div.          | Temporada     | Part. | Goles | Part.            | Goles            | Part.                 | Goles                 | Part. | Goles | Media goleadora |
| -------------------------------------- | ------------- | ------------- | ----- | ----- | ---------------- | ---------------- | --------------------- | --------------------- | ----- | ----- | --------------- |
| Rayo Vallecano · España                | 2.ª B         | 2004-05       | 13    | 1     | —                | —                | —                     | —                     | 13    | 1     | 0,08            |
| Rayo Vallecano · España                | Total club    | Total club    | 13    | 1     | 0                | 0                | 0                     | 0                     | 13    | 1     | 0,08            |
| Real Madrid Castilla C. F. · España    | 2.ª           | 2005-06       | 25    | 4     | —                | —                | —                     | —                     | 25    | 4     | 0,16            |
| Real Madrid Castilla C. F. · España    | 2.ª           | 2006-07       | 40    | 18    | —                | —                | —                     | —                     | 40    | 18    | 0,45            |
| Real Madrid Castilla C. F. · España    | Total club    | Total club    | 65    | 22    | 0                | 0                | 0                     | 0                     | 65    | 22    | 0,34            |
| U. D. Almería · España                 | 1.ª           | 2007-08       | 36    | 13    | 2                | 0                | —                     | —                     | 38    | 13    | 0,34            |
| U. D. Almería · España                 | 1.ª           | 2008-09       | 34    | 19    | 1                | 0                | —                     | —                     | 35    | 19    | 0,54            |
| U. D. Almería · España                 | Total club    | Total club    | 70    | 32    | 3                | 0                | 0                     | 0                     | 73    | 32    | 0,44            |
| Sevilla F. C. · España                 | 1.ª           | 2009-10       | 35    | 11    | 7                | 2                | 7                     | 1                     | 49    | 14    | 0,29            |
| Sevilla F. C. · España                 | 1.ª           | 2010-11       | 38    | 20    | 9                | 5                | 8                     | 1                     | 55    | 26    | 0,47            |
| Sevilla F. C. · España                 | 1.ª           | 2011-12       | 30    | 14    | 4                | 0                | 2                     | 0                     | 36    | 14    | 0,39            |
| Sevilla F. C. · España                 | 1.ª           | 2012-13       | 36    | 25    | 6                | 6                | —                     | —                     | 42    | 31    | 0,74            |
| Sevilla F. C. · España                 | Total club    | Total club    | 139   | 70    | 26               | 13               | 17                    | 2                     | 182   | 85    | 0,47            |
| Manchester City F. C. Inglaterra       | 1.ª           | 2013-14       | 32    | 9     | 9                | 9                | 8                     | 5                     | 49    | 23    | 0,47            |
| Manchester City F. C. Inglaterra       | Total club    | Total club    | 32    | 9     | 9                | 9                | 8                     | 5                     | 49    | 23    | 0,47            |
| Valencia C. F. · España                | 1.ª           |               |       |       |                  |                  |                       |                       |       |       |                 |
| Valencia C. F. · España                | 1.ª           | 2014-15       | 30    | 5     | 4                | 1                | —                     | —                     | 34    | 6     | 0,18            |
| Valencia C. F. · España                | 1.ª           | 2015-16       | 25    | 5     | 6                | 5                | 9                     | 2                     | 40    | 12    | 0,3             |
| Valencia C. F. · España                | Total club    | Total club    | 55    | 10    | 10               | 6                | 9                     | 2                     | 74    | 18    | 0,24            |
| Middlesbrough F. C. Inglaterra         | 1.ª           | 2016-17       | 36    | 9     | 3                | 1                | —                     | —                     | 39    | 10    | 0,26            |
| Middlesbrough F. C. Inglaterra         | Total club    | Total club    | 36    | 9     | 3                | 1                | 0                     | 0                     | 39    | 10    | 0,26            |
| Beşiktaş J. K. Turquía                 | 1.ª           | 2017-18       | 31    | 7     | 7                | 7                | 5                     | 1                     | 43    | 15    | 0,35            |
| Beşiktaş J. K. Turquía                 | 1.ª           | 2018-19       | 4     | 2     | —                | —                | 2                     | 1                     | 6     | 3     | 0,5             |
| Beşiktaş J. K. Turquía                 | Total club    | Total club    | 35    | 9     | 7                | 7                | 7                     | 2                     | 49    | 18    | 0,37            |
| Al Nasr S. C. · Emiratos Árabes Unidos | 1.ª           | 2018-19       | 19    | 17    | 6                | 2                | 1                     | 1                     | 26    | 20    | 0,77            |
| Al Nasr S. C. · Emiratos Árabes Unidos | 1.ª           | 2019-20       | 17    | 8     | 10               | 4                | —                     | —                     | 27    | 12    | 0,42            |
| Al Nasr S. C. · Emiratos Árabes Unidos | Total club    | Total club    | 36    | 25    | 16               | 6                | 1                     | 1                     | 53    | 32    | 0,6             |
| Cádiz C. F. · España                   | 1.ª           | 2020-21       | 35    | 8     | 0                | 0                | —                     | —                     | 35    | 8     | 0,23            |
| Cádiz C. F. · España                   | 1.ª           | 2021-22       | 34    | 7     | 5                | 3                | —                     | —                     | 39    | 10    | 0,26            |
| Cádiz C. F. · España                   | 1.ª           | 2022-23       | 21    | 1     | 1                | 1                | —                     | —                     | 22    | 2     | 0,09            |
| Cádiz C. F. · España                   | 1.ª           | 2023-24       | 7     | 0     | 2                | 0                | —                     | —                     | 9     | 0     | 0               |
| Cádiz C. F. · España                   | Total club    | Total club    | 97    | 16    | 8                | 4                | 0                     | 0                     | 105   | 20    | 0,19            |
| Real Valladolid C. F. · España         | 2.ª           | 2023-24       | 12    | 1     | —                | —                | —                     | —                     | 12    | 1     | 0,08            |
| Real Valladolid C. F. · España         | Total club    | Total club    | 12    | 1     | 0                | 0                | 0                     | 0                     | 12    | 1     | 0,08            |
| Total carrera                          | Total carrera | Total carrera | 590   | 204   | 82               | 46               | 42                    | 12                    | 714   | 262   | 0,37            |
| 1. 2. 3.                               |               |               |       |       |                  |                  |                       |                       |       |       |                 |

### Tripletes
| 1 | 4 de marzo de 2013      | Ramón Sánchez-Pizjuán, Sevilla | Sevilla FC - Celta de Vigo        |  | 4 - 1 | Primera División de España 2013-14    |
| 2 | 1 de junio de 2013      | Ramón Sánchez-Pizjuán, Sevilla | Sevilla FC - Valencia CF          |  | 4 - 3 | Primera División de España 2013-14    |
| 3 | 5 de noviembre de 2013  | Etihad Stadium, Mánchester     | Manchester City - CSKA Moscú      |  | 5 - 2 | Liga de Campeones 2013-14             |
| 4 | 8 de enero de 2014      | Etihad Stadium, Mánchester     | Manchester City - West Ham United |  | 6 - 0 | Copa de la Liga de Inglaterra 2013-14 |
| 5 | 6 de enero de 2016      | Mestalla, Valencia             | Valencia CF - Granada CF          |  | 4 - 0 | Copa del Rey de fútbol 2015-16        |
| 6 | 28 de noviembre de 2017 | Vodafone Park, Estambul        | Besiktas JK - Manisaspor          |  | 9 - 0 | Copa de Turquía 2017-18               |
| 7 | 2 de diciembre de 2021  | Nueva Condomina, Murcia        | CD Villa de Fortuna - Cádiz CF    |  | 0 - 7 | Copa del Rey de fútbol 2021-22        |

## Palmarés

### Campeonatos nacionales
| Título                                     | Club                  | País                   | Año  |
| ------------------------------------------ | --------------------- | ---------------------- | ---- |
| Copa del Rey                               | Sevilla F. C.         | España                 | 2010 |
| Copa de la Liga de Inglaterra              | Manchester City F. C. | Inglaterra             | 2014 |
| Premier League                             | Manchester City F. C. | Inglaterra             | 2014 |
| Copa de Liga de los Emiratos Árabes Unidos | Al Nasr S. C.         | Emiratos Árabes Unidos | 2020 |

### Campeonatos internacionales
| Título   | Equipo              | Sede              | Año  |
| -------- | ------------------- | ----------------- | ---- |
| Eurocopa | Selección de España | Polonia · Ucrania | 2012 |

### Distinciones individuales
| Distinción   | Año  |
| ------------ | ---- |
| Trofeo Zarra | 2011 |
| Trofeo Zarra | 2013 |